# 陳澄 (將軍)
陳澄，男，中共政治、中共黨員、軍事人物，少將   。

## 生平
歷任第十四届全國人大代表、重慶警備區副司令員、重庆市第六届人民代表  
    。